# Smerinthulus
Smerinthulus là một chi bướm đêm thuộc họ Sphingidae.

## Các loài
- Smerinthulus designata - Clark, 1928
- Smerinthulus diehli - Hayes, 1982
- Smerinthulus dohrni - Rothschild & Jordan, 1903
- Smerinthulus myanmarensis - Brechlin, 2000
- Smerinthulus perversa - (Rothschild, 1895)
- Smerinthulus quadripunctatus - Huwe, 1895
- Smerinthulus witti - Brechlin, 2000

## Hình ảnh

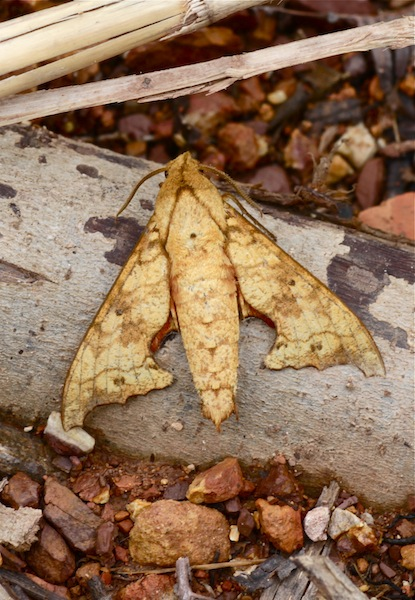